# V (chiffre romain)
Pour les articles homonymes, voir V.
Cette page contient des caractères spéciaux ou non latins. S’ils s’affichent mal (▯, ?, etc.), consultez la page d’aide Unicode.
V (bas-de-casse v) est le nombre 5 dans la numération romaine. Il est habituellement représenté par la lettre V.

## Représentations informatiques
Le chiffre romain V peut être représenté avec les caractères Unicode suivant :
- lettre latine V majuscule V : U+0056
- lettre latine V minuscule v : U+0076
- chiffre romain cinq Ⅴ : U+2164
- chiffre romain minuscule cinq v : U+2174

La lettre latine V (U+0056 et U+0076) est habituellement recommandée. Les chiffres romains vingt (U+2164 et U+2174) ayant été codé dans Unicode pour compatibilité avec des codages est asiatiques, ils peuvent être utiles dans des textes verticaux conservant leur orientation ou lorsque leur largeur doit être uniforme.